# Keda (gemeente)
Keda (Georgisch: ქედის მუნიციპალიტეტი, Kedis munitsipaliteti) is een plattelandsgemeente in het zuidwesten van Georgië met 16.346 inwoners (2024), gelegen in de autonome republiek Adzjarië en aan de Turkse grens. De gemeente heeft een oppervlakte van 452 km² met het administratief centrum Keda, een zogeheten nederzetting met stedelijk karakter (daba).

## Geografie

Zvare St George Kapel boven de Adjaristskali

Keda grenst in het zuiden en westen aan de gemeente Chelvatsjaoeri, in het noordwesten aan Koboeleti en in het oosten aan Sjoeachevi. Tevens heeft de gemeente een 17 kilometer lange grens met Turkije in het zuiden, waar het Sjavsjetigebergte de natuurlijke grens vormt.
Het Meschetigebergte vormt de noordwestelijke grens van de gemeente met Koboeleti. De belangrijkste rivier van Adzjarië, de Adjaristskali (letterlijk "rivier van Adzjarië"), stroomt voor 42 kilometer van oost naar west door Keda. In de rivierkloof heerst een mediterraan subtropisch klimaat. Naarmate de hoogte toeneemt, wordt het klimaat vochtig, met een jaarlijkse regenval van circa 1500 mm per jaar, wat zorgt voor groene vegetatie.  
De totale oppervlakte van de gemeente is 452 vierkante kilometer. Het administratieve centrum Keda ligt aan de Adjaristskali op een hoogte van 200 meter boven de zeespiegel, terwijl de berg Ghoma met 2441 meter het hoogste punt is, gelegen op de grens met Turkije. 

## Demografie
Begin 2024 telde de gemeente Keda 16.346 inwoners, een daling van ruim 1% ten opzichte van de volkstelling van 2014. Het gemeentelijke centrum Keda kende een forse bevolkingsdaling van 21% sinds 2014. De gemeente bestaat voor 62% uit islamitische Georgiërs (Adzjaren), gevolgd door christelijke Georgiërs die behoren tot de Georgisch-Orthodoxe Kerk (32%). Er wonen nauwelijks andere etnische minderheden. 
| Gemeente Keda                                                           | -   | 13.392 | 17.204 | 19.065 | 19.232 | 19.928 | 20.024 | 16.760 | 16.773 | 16.346 |  |  |  |  |
|                                                                         |     |        |        |        |        |        |        |        |        |        |  |  |  |  |
| Keda                                                                    | 124 | 624    | 627    | 595    | 815    | 1.197  | 1.244  | 1.510  | 1.316  | 1.087  |  |  |  |  |
| Verantwoording data: Bevolkingsstatistiek Georgië 1897 tot heden. Noot: |     |        |        |        |        |        |        |        |        |        |  |  |  |  |

## Administratieve onderverdeling
De gemeente Keda is administratief onderverdeeld in 10 gemeenschappen (თემი, temi) met in totaal 64 dorpen (სოფელი, sopeli)en één 'nederzetting met stedelijk karakter' (დაბა, daba), het bestuurlijke centrum Keda.

## Bestuur
De gemeenteraad van Keda (Georgisch: საკრებულო, sakreboelo) wordt elke vier jaar gekozen in een gemengd kiesstelsel. Een deel wordt via enkelvoudige kiesdistricten gekozen en een deel via evenredige vertegenwoordiging van gesloten partijlijsten, waarvoor een kiesdrempel geldt van drie procent.
| Samenstelling Sakreboelo (zetels per partij) | Samenstelling Sakreboelo (zetels per partij) | Samenstelling Sakreboelo (zetels per partij) | Samenstelling Sakreboelo (zetels per partij) | Samenstelling Sakreboelo (zetels per partij) |
| Partij                                       | Partij                                       | 2014                                         | 2017                                         | 2021                                         |
| -------------------------------------------- | -------------------------------------------- | -------------------------------------------- | -------------------------------------------- | -------------------------------------------- |
|                                              | Georgische Droom (GD)                        | 16                                           | 18                                           | 15                                           |
|                                              | Verenigde Nationale Beweging (UNM)           | 3                                            | 3                                            | 4                                            |
|                                              | Overige partijen                             | 5                                            | 3                                            | 2                                            |
| Totaal                                       | Totaal                                       | 24                                           | 24                                           | 21                                           |

## Bezienswaardigheden
In de gemeente zijn verschillende historische monumenten, met name de middeleeuwse orthodoxe kerken in Machoentseti, Zesopeli en Namonastrevi, en de oud boogbruggen van Machoentseti, Tsonarisi en Dandalo. Ook zijn er historische houten moskeeën, waaronder de Oetsjchiti-moskee en Tschmorisi-moskee.

## Vervoer
De belangrijkste en tevens enige doorgaande weg door de gemeente is de nationale route Sh1, een belangrijke interregionale route tussen Batoemi, de binnenlanden van Adzjarië en de stad Achaltsiche in Samtsche-Dzjavacheti, via de 2027 meter hoge Goderdzi-pas in het oosten van de gemeente. De weg volgt de kloof van de Adjaristskali. In de late Sovjet periode was deze weg onderdeel van de A306 Sovjet hoofdroute.